# 海爾電器
海爾電器集團有限公司（港交所除牌前：1169.HK） 是海爾智家旗下在時任香港上市的公司，海爾電器的主要業務是製造和銷售洗衣機及熱水器。海爾集團打算把海爾電器打造成其上市旗艦公司，並將其白色家電業務上市。
海爾電器的前身是海爾電器與中建電訊合營的手機製造商飛馬電訊，飛馬電訊於2001年注入當時名為海爾中建的本公司內。
2006年6月，海爾電器向母公司海爾集團以總代價4.2億元出售旗下的手機業務。同時海爾電器希望向海爾集團磋商購入滾桶式洗衣機、熱水器、模具、鋼板等四項業務的權益。
2010年9月，海爾電器向海爾集團以7.63億元收購青島海爾物流100%的股權。
2020年12月22日，海爾電器撤銷港交所上市後，會被母公司海爾智家以介紹形式取代上市，代碼為6690。